# Nakama, Fukuoka
Nakama (中間市 Nakama-shi) là một thành phố thuộc tỉnh Fukuoka, Nhật Bản. Thành phố được thành lập năm 1958. Đến năm 2005, dân số thành phố là 48.094 người.